# Mohamed El Monir
Mohamed El Monir (Trípoli, 8 de abril de 1992) é jogador de futebol profissional.  

## Carreira
Mohamed El Monir representou o elenco da Seleção Líbia de Futebol no Campeonato Africano das Nações de 2012.